# Михайлівка (Хорошівська селищна громада)
Миха́йлівка — село в Україні, у Житомирському районі Житомирської області. Входить до складу Хорошівської селищної громади. Населення становить 155 осіб.

## Географія
Географічні координати: 50°38' пн. ш. 28°17' сх. д. Часовий пояс — UTC+2. Загальна площа села — 5,96 км².
Михайлівка розташована в межах природно-географічного краю Полісся і за 12 км від центру громади — міста Хорошів. Найближча залізнична станція — Нова Борова, за 31 км. Поблизу села протікає річка Макариха.

## Історія
На мапі 1911—1912 років населений пункт позначений як слобода Михайлівка з 38 дворами.
У 1932–1933 роках село постраждало від Голодомору. За свідченнями очевидців кількість померлих склала щонайменше 2 особи, імена яких встановлено.

## Населення
За даними перепису 2001 року населення села становило 155 осіб, з них 99,35 % зазначили рідною українську мову, а 0,65 % — російську.